# Zeuxis (peintre)
Pour les articles homonymes, voir Zeuxis.
Zeuxis, (en grec ancien : Zεῦξις / Zeuxis) est un peintre grec d'Héraclée qui vécut de 464 av. J.-C. à 398. Il est le contemporain d'Apollodore, le « peintre des ombres », qui disait de lui, qu'« il gardait pour lui l'art qu'il avait ravi aux autres ». D'après la légende, il serait mort de rire en faisant le portrait d'une vieille dame. Aucune de ses peintures n'a été conservée.

## Œuvre
Son œuvre, totalement disparue, est cependant abondamment citée par les Anciens qui le considéraient comme l'un des plus grands peintres de l'Antiquité. Ainsi Aristote estime que « la peinture de Zeuxis n’a aucun trait moral », à la différence de Polygnote qui est « un bon peintre de caractères ». Son art, caractérisé par le jeu des couleurs et par les contrastes d'ombre et de lumière, donnait l'illusion de l'espace.
Parmi ses œuvres les plus citées, il peignit : 
- Un Éros couronné de roses et un Pan, pour Archélaos, roi de Macédoine.
- Un Héraclès enfant qui étouffe les serpents en présence d'Amphitryon et de sa mère Alcmène tout effrayée.
- La Famille du Centaure.
- Un Enfant aux raisins, dont la grappe de raisin était peinte de façon tellement véridique, tellement réaliste que, selon la légende, les oiseaux venaient la picorer. Cependant il déclara : « J'ai mieux peint les raisins que l'enfant ; car si j'eusse aussi bien réussi pour celui-ci, l'oiseau aurait dû avoir peur ».
- Une Pénélope qui respire la chasteté.
- Un Athlète, dont il fut si content qu'il écrivit au bas ce vers devenu célèbre : « On en médira plus facilement qu'on ne l'imitera ».
- Un magnifique Zeus sur le trône, entouré des dieux.
- Une Hélène nue, modèle idéal de beauté féminine dans la mythologie, destiné au temple d'Héra à Crotone, pour lequel il examina les jeunes filles de la cité, nues, et en choisit cinq, pour peindre d'après elles ce que chacune avait de plus beau[2].
- Un Marsyas enchaîné, ensuite déplacé au temple de la Concorde à Rome.
- Un Éros à l'arc
- Les  Joueuses d'osselets, peinture sur marbre d'Alexandre l'Athénien provenant d'Herculanum (Musée archéologique de Naples) semble être une copie d'une œuvre de Zeuxis.

L'esthétique du trompe-l'œil prévaut dans la peinture grecque à partir de son œuvre, inspirant entre autres chefs-d'œuvre la mosaïque dite asarotos oïkos de Sosos de Pergame, connue grâce à une copie, et fut sans doute à l'origine des effets de perspective qu'on retrouve ensuite dans la peinture pompéienne, figurant des loggias ouvertes sur des jardins, des portes entrebâillées où se profilent de fines silhouettes, des éléments d'architecture (colonnes, corniches, frontons) représentés en saillie dans la salle et « sortant » du mur.
Il eut pour contemporains et pour émules Timanthe, Androcydès, Eupompe et Parrhasios. Lors d'un combat d'artistes avec Parrhasios, il peint des raisins avec tant de vérité, que des oiseaux vinrent les becqueter. Cependant l'autre apporta un rideau si naturellement représenté, que Zeuxis, tout fier de la sentence des oiseaux, demanda qu'on tirât enfin le rideau pour faire voir le tableau. Reconnaissant son illusion, il s'avoua vaincu avec une franche modestie, étant donné que lui n'avait trompé que des oiseaux, et que Parrhasios avait trompé l'homme qu'il était.

Représentations dans la peinture
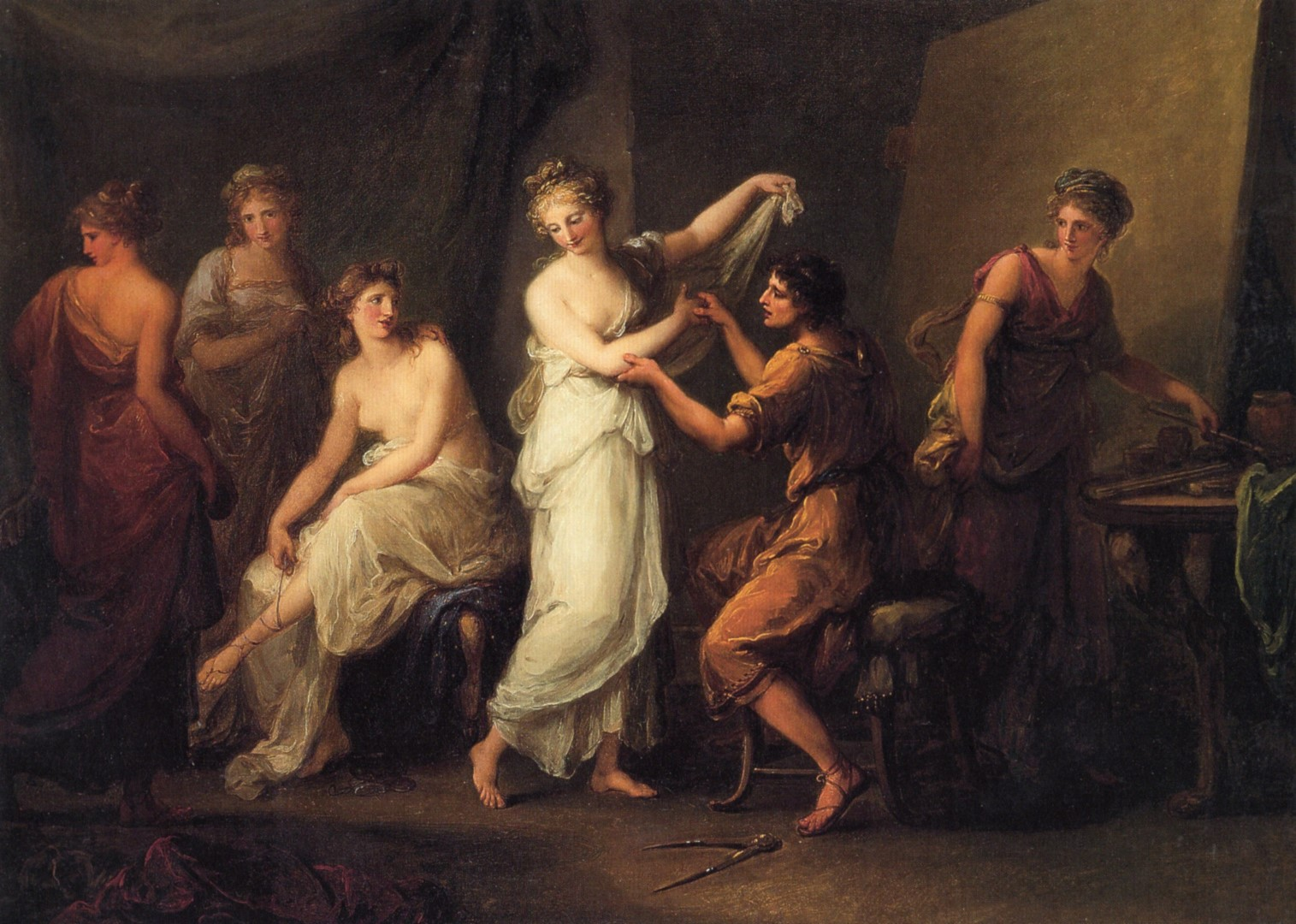
Zeuxis choisissant des modèles pour sa peinture d’Hélène de Troie Angelica Kauffmann, 1778, Providence, université Brown[3].
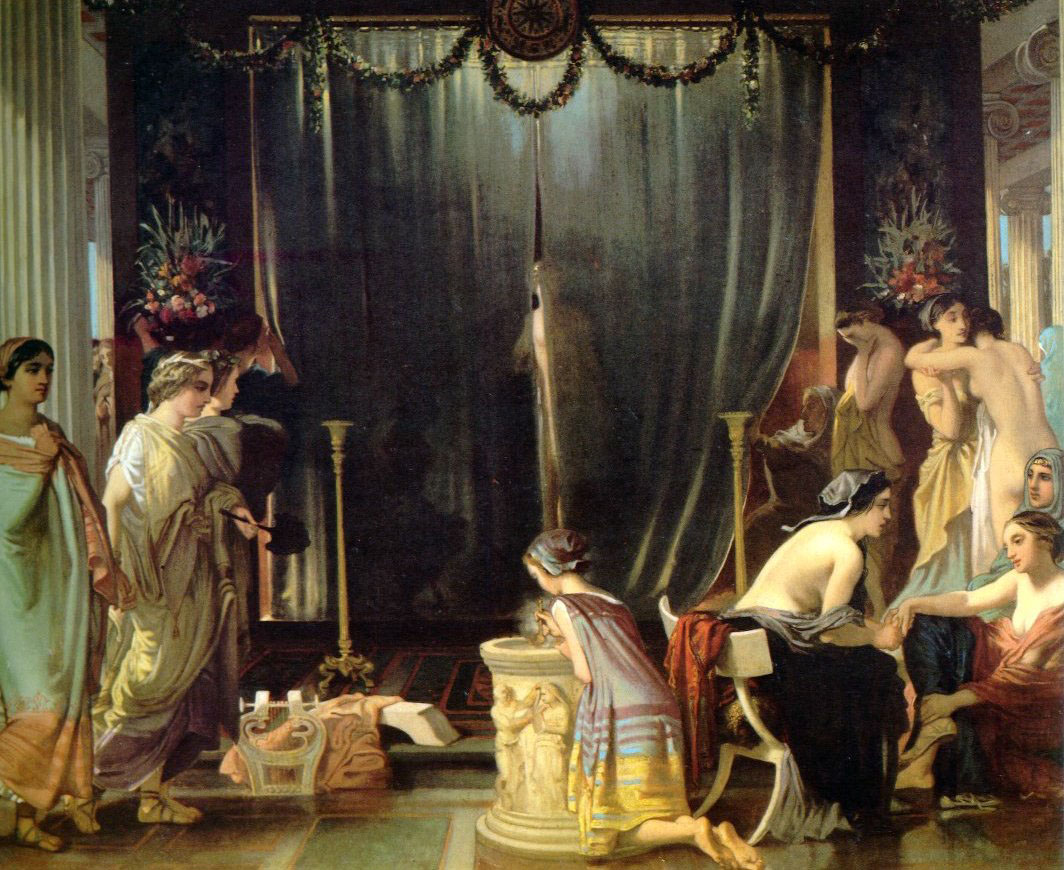
Zeuxis choisissant ses modèles Victor Mottez, 1858, musée Condé, Chantilly.

## Sources
- Pline l'Ancien, Histoire naturelle [détail des éditions] [lire en ligne], XXXV, XXXVI.
- Cicéron, De Inventione, II, 1-3.
- Denys d'Halicarnasse, De Imitatione, 4.